# ويليام جاي سميث (شاعر)
ويليام جاي سميث (بالإنجليزية: William Jay Smith)‏ هو شاعر أمريكي، ولد في 22 أبريل 1918 في واينفيلد في الولايات المتحدة، وتوفي في 18 أغسطس 2015 في لينوكس في الولايات المتحدة.

## وصلات خارجية
- ويليام سميث على موقع الموسوعة البريطانية (الإنجليزية)
- ويليام سميث على موقع ميوزك برينز (الإنجليزية)